# Ceux qui rougissent
Ceux qui rougissent est une mini-série télévisée dramatique française réalisée et co-écrite par Julien Gaspar-Oliveri.
Diffusée sur la plateforme arte.fr, elle remporte le prix de la meilleure série de la compétition Formats courts au festival Séries Mania de 2024 et connaît un succès critique.

## Synopsis
Un comédien prend le relais d'un professeur absent et fait répéter à un groupe d'adolescents Le Songe d'une nuit d'été, de Shakespeare. La série capture ces instants d'apprentissage passés dans le gymnase du lycée, entre résistance et abandon.

## Distribution
- Ulrich Bapeneck : Ulrich
- Mani Choukrane : Mani
- Stéphane Erös : Stéphane
- Elio Fabbro : Elio
- Angèle Gilbert : Angèle
- Anaëlle Heroguelle : Anaëlle
- Nicolas Kessler : Nicolas
- Milla Kuentz : Milla
- Kayna Lacomat : Kayna
- Marie Naïma : Marie
- Charles Souris : Charles
- Julien Gaspar-Oliveri : le professeur

## Fiche technique
- Titre original : Ceux qui rougissent
- Réalisation : Julien Gaspar-Oliveri
- Scénario : Julien Gaspar-Oliveri, Johan Rouveyre, Louise Silverio
- Photographie : Martin Rit
- Montage : Baptiste Petit-Gats
- Son : Colin Favre-Bulle, Mariette Mathieu-Goudier
- Costumes : Louise Antezak Corseret
- Décors : Claire Peverelli
- Musique : Dom La Nena
- Production : Arte France, Melocoton, Box Production.
- Producteurs : Théo Laboulandine, Hélène Mitjavile
- Productrice étrangère : Elena Tatti
- Directeur de production : Hugo Riggi

## Accueil critique
La série reçoit un accueil positif de la presse. Télérama la décrit comme « une expérience, au sens formel comme sensible du terme, qui recèle des instants de grâce troublants et nous prend à revers plus souvent qu’à son tour, suscitant une émotion jamais convenue ». Libération parle d'un « récit intime et bouillant », dont toute la beauté « tient à la fragilité des émotions qu'il capture ». Le Nouvel Obs évoque une « épatante plongée dans l’adolescence », pleine d'émotions : « si la théâtralité, où l’excès est la règle, peut parfois gêner, la mise en scène et le montage impeccables servent à merveille ce programme ». 20 minutes salue une série qui montre « enfin (...) le vrai visage de l’adolescence », en se focalisant sur la jeunesse ordinaire des classes moyennes, ni glamour, ni sordide, nous offrant un récit « aussi poignant qu’attendrissant ». La Croix souligne « une candeur et une spontanéité qui occupent le premier plan de la série, du début à la fin », en se focalisant sur l'épanouissement de ces jeunes : « derrière un sentiment d’insécurité et une fausse torpeur, leur besoin d’être aimés nous touche, tout autant que celui d’être soutenus dans leurs rêves et leurs fragilités ». L'Humanité évoque une œuvre « absolument bouleversante » et GQ France parle d'une « œuvre profondément humaine, pleine de nuances et d’émotions », qui ouvre une réflexion « sur l’intime, le regard d’autrui, et la quête de soi ». Eva Roque, dans le podcast de Radio France Capture d'écrans, souligne que « rarement, l’adolescence n’a été si joliment filmée, décryptée. Comprise surtout » et salue l'excellence du casting, la « réalisation percutante » et un « montage nerveux et ultra-efficace ».